# 派瓦諾
30°1′S 70°32′W / 30.017°S 70.533°W

派瓦諾（西班牙語：Paihuano），是智利的城鎮，位於該國中部科金博大區的埃爾基省，面積1,494.7平方公里，海拔高度1,063米，居民主要從事農業，2012年人口4,256人，人口密度每平方公里2.8人。